# Nahyan bin Mubarak Al Nahyan

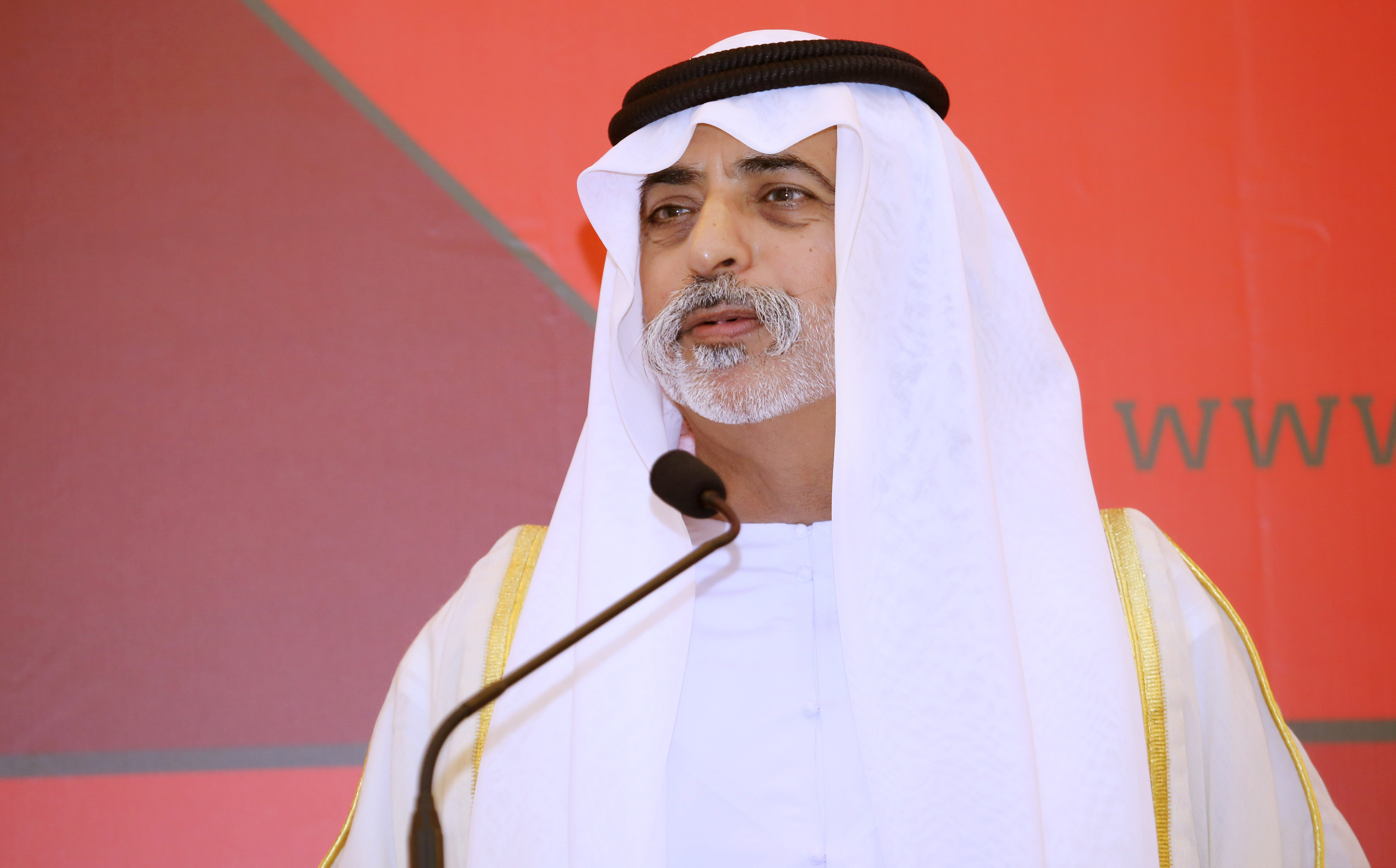
Nahyan bin Mubarak Al Nahyan

Scheich Nahyan bin Mubarak Al Nahyan (arabisch الشيخ نهيان بن مبارك آل نهيان, DMG aš-Šaiḫ Nahyān bin Mubārak Āl Nahyān) ist ein Politiker der Vereinigten Arabischen Emirate.
Er stammt aus der Herrscherfamilie Abu Dhabis, den Al Nahyan, und ist der Sohn von Mubarak bin Muhammad bin Chalifa bin Zayid Al Nahyan. Dieser bekleidete bis 1990 das Amt des Innenministers und war väterlicherseits ein Cousin 2. Grades von Muhammad bin Zayid Al Nahyan. Scheich Nahyans Mutter ist eine Tochter von Schachbut bin Sultan.
Seit März 2006 gehört er als Bildungsminister dem Kabinett an. Sein Sohn Schaich Said starb am 1. Mai 2007 bei einem Autounfall.
Seit Oktober 2017 besetzt er den Posten des Ministers für Toleranz. In dieser Position wurde er von der Britin Caitlin McNamara, die für dieses Ministerium arbeitete, beschuldigt, diese im Februar 2020 auf eine Privatinsel eingeladen und dann sexuell missbraucht zu haben. Den Vorwürfen widerspricht er.
Sein Sohn Schachbut bin Nahyan Al Nahyan ist seit Februar 2021 Staatsminister.